# Bracon sesamiae
Bracon sesamiae är en stekelart som beskrevs av Cameron 1906. Bracon sesamiae ingår i släktet Bracon och familjen bracksteklar. Inga underarter finns listade.